# Cilandak Barat
Cilandak Barat is een plaats (wijk) - (kelurahan) in het bestuurlijke gebied Cilandak, Jakarta Selatan (Zuid-Jakarta) in de provincie Jakarta, Indonesië. De plaats telt 55.694 inwoners (volkstelling 2010).